# Aeropuerto de Rzhevka
El Aeropuerto de Rzhevka (en ruso: Аэропорт Ржевка) es un aeropuerto en el Óblast de Leningrado, Rusia. Está situado 15 km al este de San Petersburgo. El aeropuerto es usado actualmente por aviones ligeros.
El aeropuerto se cerró oficialmente en 2007 y sus pistas se utilizan actualmente como estacionamiento para coches. Un modelo Il-14 y unas cuantas aeronaves más pequeñas fueron abandonadas en la plataforma hasta la restauración del aeropuerto en 2015.